# Światowa Sieć Geoparków

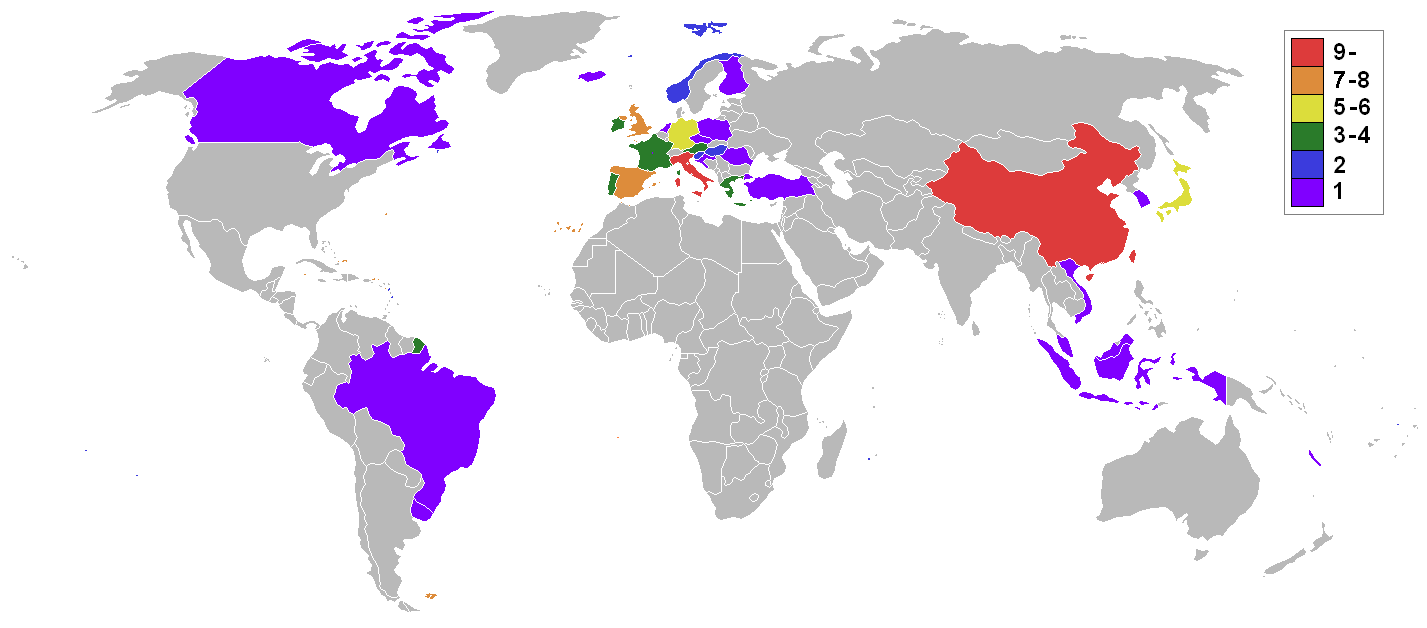
Rozmieszczenie geoparków narodowych należących do Światowej Sieci Geoparków, 2016

Światowa Sieć Geoparków (ang. Global Geoparks Network, GGN) – organizacja non-profit zrzeszająca narodowe geoparki o statusie Światowego Geoparku UNESCO (ang. UNESCO Global Geopark).
Obecnie (stan na 2021 rok), do sieci należy 169 geoparków z 44 krajów, w tym cztery o charakterze transgranicznym.

## Historia
W 1991 roku uczestnicy Międzynarodowego Sympozjum Ochrony Dziedzictwa Geologicznego zorganizowanego pod patronatem UNESCO w Digne-les-Bains uchwalili Deklarację Praw Pamięci o Ziemi (ang. Declaration of the Rights of the Memory of the Earth) uznającą potrzebę poszanowania i zachowania świadectwa historii kształtowania Ziemi. UNESCO poprzez swój Wydziału Nauk o Ziemi (ang. Division of Earth Sciences) zaczęło wspierać tworzenie geoparków, kształtując zasady powoływania geoparków. W 1996 roku rozpatrywano nawet utworzenie Światowych Rezerwatów Litosfery (Geosfery) na wzór Światowych Rezerwatów Biosfery. W 1997 roku podczas Konferencji Generalnej UNESCO uchwalono wstępny program i budżet na potrzeby działalności biura do spraw geoparków. W maju 1999 roku Rada Wykonawcza UNESCO uchwaliła rezolucję w sprawie potrzeby tworzenia geoparków. Inicjatywa nabrała tempa po rekomendacjach wydanych między innymi przez Komisję Rady Europy do spraw Różnorodności Biologicznej i Krajobrazu (2003) i Międzynarodową Unię Ochrony Przyrody (2005).
W roku 2000 z inicjatywy Francji, Grecji, Hiszpanii i Niemiec powołano do życia Europejską Sieć Geoparków (ang. Europen Geoparks Network). W 2001 roku Europejska Sieć Geoparków podpisała z Wydziałem Nauk o Ziemi UNESCO porozumienie o współpracy.
W 2004 roku, z inicjatywy 17 europejskich i 8 chińskich geoparków przy wsparciu UNESCO powołano do życia Światową Sieć Narodowych Geoparków (ang. Global Network of National Geoparks) w celu współpracy międzynarodowej i wymiany doświadczeń. Sieć jest organizacją non-profit, której członkowie wnoszą roczną składkę członkowską. Spotkania członków sieci odbywają się co dwa lata, a współpraca prowadzona jest poprzez sieci regionalne takie jak Europejska Sieć Geoparków, której członkowie spotykają się dwa razy do roku.
Podczas 38 sesji Konferencji Generalnej UNESCO w listopadzie 2015 roku, 195 państw członkowskich UNESCO ratyfikowało utworzenie nowej etykiety – Światowego Geoparku UNESCO (ang. UNESCO Global Geopark), uznając konieczność holistycznego zarządzania stanowiskami i krajobrazami geologicznymi o wyjątkowych wartościach i zapewniając formalny status międzynarodowy istniejącej sieci geoparków narodowych. Konferencja uchwaliła również zasady dotyczące uzyskania i zachowania statusu światowego geoparku UNESCO. Przynależność do Światowej Sieci Geoparków jest obligatoryjna dla wszystkich geoparków o statusie światowego geoparku UNESCO.

## Lista geoparków należących do Światowej Sieci Geoparków
Poniższa tabela przedstawia listę geoparków należących do Światowej Sieci Geoparków (stan na 2021 rok) – 169 geoparków z 44 krajów, w tym cztery o charakterze transgranicznym:
Geopark – polska i angielska nazwa geoparku;
Położenie – państwo, na terenie którego znajduje się geopark;
Rok – rok przystąpienia do sieci;
Opis – krótki opis obiektu.
| Geopark                                                                                            | Zdjęcie | Położenie                  | Rok       | Opis |
| -------------------------------------------------------------------------------------------------- | ------- | -------------------------- | --------- | --- |
| Geopark Styryjskie Eisenwurzen Nature and Geopark Styrian Eisenwurzen                              |         | Austria                    | 2004      | Geopark obejmuje styryjską część Eisenwurzen w Północnych Alpach Wapiennych (586 km²). Występują tu wapienie i dolomity z okresu od późnego permu, sfałdowane i wypiętrzone podczas orogenezy alpejskiej. Krajobraz wykształtowały ostatecznie lodowce epoki lodowej. Na terenie geoparku znajduje się jaskinia Kraushöhle. Geopark ma ścieżki geologiczne (pieszą i rowerową), a także centrum dla zwiedzających w Gams bei Hieflau. |
| Geopark Alpy Karnickie Carnic Alps Geopark                                                         |         | Austria                    | 2012      | Geopark obejmuje dwa łańcuchy górskie rozciągające się na długości 140 km: Alpy Karnickie i Alpy Gailtalskie (830 km²). W Alpach Karnickich występuje jedna z nielicznych na świecie prawie ciągłych sekwencji od ordowiku do końca permu. W Alpach Gailtalskich w Laas koło Kötschach-Mauthen zachował się jedyny skamieniały las Austrii. Na terenie parku znajduje się 80 geostanowisk, 5 ścieżek geologicznych i centrum dla zwiedzających w Dellach. |
| Światowy Geopark Ruda Alp Ore of the Alps Global Geopark                                           |         | Austria                    | 2014      | Geopark położony jest 50 km na południe od Salzburga w tzw. Innergebirg, bogatym w złoża rudy żelaza, w obszarze strefy szarogłazowej. Najwyższy szczyt geoparku to Hochkönig (2941 m n.p.m.), którego równinne podnóże pokrywa lodowiec. Na terenie parku znajduje się 80 geostanowisk, 4 ścieżki geologiczne i centrum dla zwiedzających w Bischofshofen. |
| Geopark Karawanki Karavanke/Karawanken Geopark                                                     |         | Słowenia Austria           | 2013      | Geopark jest parkiem transgranicznym obejmującym łańcuch górski Karawanki w Słowenii i Austrii pomiędzy dwutysięcznikami Petzen (2126 m n.p.m.) i Košuta (2136 m n.p.m.). Na terenie geoparku znajduje się jaskinia Obir-Tropfsteinhöhlen oraz kopalnia cynku w Mežicy. Geopark ma 48 geostanowisk, 8 ścieżek geologicznych, a także centra dla zwiedzających w Bad Eisenkappel i w Mežicy. |
| Geopark Huang Shan Huangshan Geopark                                                               |         | Chiny                      | 2004      | Geopark w prowincji Anhui we wschodnich Chinach. Obejmuje krajobraz charakteryzujący się „osobliwymi wystającymi granitowymi szczytami” i formacjami skalnymi o groteskowych kształtach: kopuł, stożków, grzbietów czy kolumn („skalne miasta”). Trzy cechy wyróżniające region to: spektakularne formacje skalne, sosny o osobliwych kształtach i obecność ciężkich chmur. |
| Geopark Wudalianchi Wudalianchi Geopark                                                            |         | Chiny                      | 2004      | Geopark w prowincji Heilongjiang, obejmuje obszar o dużej różnorodności form wulkanicznych (kratery, kaldery, pola zastygłej lawy itd.), przez co nazywany jest „naturalnym muzeum wulkanizmu” lub „żywym podręcznikiem wulkanizmu”. Znajduje się tu 14 wulkanów; dwa z nich wybuchły ostatnio w latach 1719–1721. Park ma centrum dla zwiedzających, muzeum geologiczne, liczne geostanowiska i ścieżki geologiczne. |
| Geopark Lushan Lushan Geopark                                                                      |         | Chiny                      | 2004      | Geopark w prowincji Jiangxi, obejmuje obszar z górą Lushan z ponad 100 geostanowiskami obrazującymi proces formowania się, przemieszczania się lodowców i ich ustępowania (500 km²). |
| Geopark Yuntaishan Yuntaishan Geopark                                                              |         | Chiny                      | 2004      | Geopark na północ od Jiaozuo na południowym podnóżu Taihang Shan (556 km²), obejmuje obszar charakteryzujący się formami geologicznymi powstałymi w wyników procesów tektonicznych ok. 23 milionów lat temu. Zwiedzający napotykają tu „źródła co trzy kroki, wodospady co pięć kroków i stawy co dziesięć kroków” |
| Geopark Songshan Songshan Geopark                                                                  |         | Chiny                      | 2004      | Geopark w Dengfeng w prowincji Henan (464 km²), obejmuje m.in. Song Shan, Taishi Shan, Wufo Shan i Wuzhi Shan. Na terenie parku występują formy z pięciu okresów: archaiku, proterozoiku, mezozoiku i kenozoiku, przez co jest określany żartobliwym mianem „pięciu generacji pod jednym dachem” lub „naturalnym muzeum geologicznym”. |
| Geopark Zhangjiajie Zhangjiajie Sandstone Peak Forest Geopark                                      |         | Chiny                      | 2004      | Geopark w prowincji Henan (397 km²), obejmuje obszar krasowy z „lasem” ponad 3000 form skalnych (filarów) z piaskowca i licznymi jaskiniami. Na terenie parku znajduje się Narodowy Park Leśny Zhangjiajie, dolina Suoxiyu, Tianzi Shan, rezerwat przyrody Yangjiajie, a także jaskinia Huanglong. |
| Geopark Danxiashan Danxiashan Geopark                                                              |         | Chiny                      | 2004      | Geopark w prowincji Guangdong (290 km²), obejmuje obszar charakteryzujący się formami skalnymi z czerwonego piaskowca – typ rzeźby „Danxia”. |
| Geopark Kamienny Las Stone Forest Geopark                                                          |         | Chiny                      | 2004      | Geopark w prowincji Junnan (350 km²), obejmuje obszar krasowy z charakterystyczną grupą ostańców skalnych, z licznymi iglicami skalnymi i mogotami o wysokości do 50 m, uważaną za najlepszy na Ziemi przykład form krasu kopiastego. |
| Rezerwat geologiczny Górnej Prowansji Reserve Géologique de Haute Provence                         |         | Francja                    | 2004      | Geopark w południowo-wschodniej Francji w Górnej Prowansji. W parku znajduje się 18 geostanowisk, z których wiele zawiera skamieniałości, m.in. 1550 amonitów w ścianie wapiennej o powierzchni 350 tys. m² czy skamieniałe ślady ptaków. Na terenie parku znajduje się przełom rzeki Verdon z klifami sięgającymi 700 m. Dla ochrony skamieniałości ichtiozaura wzniesiono specjalne muzeum – pierwsze tego typu w Europie. |
| Park Regionalny Luberon Park Naturel Régional du Luberon                                           |         | Francja                    | 2004      | Geopark w południowo-wschodniej Francji w Prowansji (1840 km²). Ułożone warstwowo pokłady wapienia oligoceńskiego obfitują w bardzo dobrze zachowane skamieniałości ryb, roślin, owadów, żab, ptaków, żółwi, a także ssaków (koni, słoni i gazeli). Zachowały się tu również skamieniałe ślady nosorożców, hien i ptaków. |
| Park krajobrazowy i geopark TERRA.vita Nature park Terra Vita                                      |         | Niemcy                     | 2004      | Geopark w północno-zachodnich Niemczech w Dolnej Saksonii i Nadrenii Północnej-Westfalii (1550 km²), obejmuje krajobraz, gdzie widoczne są formacje ukształtowane na przestrzeni 300 milionów lat. Na terenie parku, w Bad Essen-Barkhausen znajdują się ślady dinozaurów, a wiele skamieniałości z okresu karbonu znajdowanych jest w okolicach góry Piesberg. |
| Geopark krajobrazowy Bergstraße-Odenwald Geopark Bergstrasse–Odenwald                              |         | Niemcy                     | 2004      | Geopark w południowo-zachodnich Niemczech, między dolinami Renu i Menu (3500 km²). W zachodniej części widoczne są skały plutoniczne (granit, gabro) i łupki metamorficzne sprzed 500–300 milionów lat, we wschodniej – skały osadowe (piaskowce i mułowce). Na terenie parku znajduje się wpisana na listę światową dziedzictwa UNESCO kopalnia skamielin w Messel. Park ma 4 centra dla zwiedzających w Buchen, Messel, Neckarsteinach i Stockstadt am Rhein. |
| Park krajobrazowo-geologiczny Vulkaneifel Vulkaneifel Geopark                                      |         | Niemcy                     | 2004      | Geopark w zachodnich w Niemczech w Nadrenii Północnej-Westfalii obejmujący krajobraz wulkaniczny z 350 ośrodkami erupcji, powstały w dwóch fazach, pierwszej ok. 45–35 milionów lat temu i drugiej, trwającej od ok. 1 miliona lat temu do ostatniego wybuchu (Ulmener Maar ok. 10 900 lat temu). Na terenie parku przeważają maary – 75 w pasie 50 × 20 km. W osadach Eckfelder Maar odkryto wiele znakomicie zachowanych skamieniałości, m.in. pełny szkielet Propaleoterium i pozostałości najstarszych pszczół. |
| Skamieniały Las na Lesbos Petrified Forest of Lesvos                                               |         | Grecja                     | 2004      | Geopark na greckiej wyspie Lesbos, obejmujący „Skamieniały Las” z setkami skrzemieniałych pni drzew iglastych i owocowych, stojących lub leżących, na terenie 15 tys. ha. Są to pozostałości subtropikalnego lasu, jaki występował tu ok. 18.5 milionów lat temu, i który został przykryty materiałem z erupcji okolicznych wulkanów. Znajduje się tu najwyższe stojące skamieniałe drzewo na świecie o wysokości 7,20 m i obwodzie pnia 8,58. |
| Obszar chronionego krajobrazu Psiloritis Psiloritis Natural Park                                   |         | Grecja                     | 2004      | Geopark w środkowej części greckiej wyspy Kreta (1200 km²), obejmujący m.in. Góry Idajskie z Psiloritis (2456 m n.p.m.) – szczytem wyniesionym w procesie napierania płyty afrykańskiej na eurazjatycką. Na terenie parku występuje duża różnorodność skał wulkanicznych, metamorficznych i osadowych, formacji krasowych z licznymi jaskiniami, a także ofiolitów. |
| Marble Arch Caves i Cuilcagh Marble Arch Caves & Cuilcagh Mountain Park                            |         | Irlandia Irlandia Północna | 2004      | Geopark transgraniczny na terytorium Irlandii i brytyjskiej Irlandii Północnej obejmujący krajobraz polodowcowy z licznymi jeziorami i drumlinami oraz formy krasowe na stokach Cuilcagh, m.in. jaskinię Marble Arch Caves. |
| Geopark Copper Coast Copper Coast Geopark                                                          |         | Irlandia                   | 2004      | Geopark na południowo-wschodnim wybrzeżu Irlandii między Tramore a Dungarvan, obejmuje równinny sandr polodowcowy oraz 25 km linii brzegowej z licznymi zatoczkami o bogatych formach skalnych, m.in. z kolumnami, łukami itp. W XIX w. w regionie wydobywano miedź – stąd nazwa wybrzeża. |
| Obszar chronionego krajobrazu Madonie Madonie Natural Park                                         |         | Włochy                     | 2004      | Geopark na Sycylii obejmujący łańcuch górski Madonie zbudowany z wapieni dolomitowych sprzed 220 milionów lat oraz formy krasowe powstałe 23,5 miliona lat temu. |
| Geopark North Pennines North Pennines AONB Geopark                                                 |         | Wielka Brytania            | 2004      | Geopark w północnej Anglii w hrabstwach Durham, Northumberland i Kumbria (2000 km²), Area of Outstanding Natural Beauty (AONB). Obejmuje tereny zbudowane z wapienia z okresu karbonu, łupków ilastych i piaskowca. Na jego terenie znajduje się Whin Sill – sill sprzed 295 milionów lat z klifami i wodospadami. W regionie występują bogate złoża ołowiu. |
| Geopark Hexigten Hexigten Geopark                                                                  |         | Chiny                      | 2005      | Geopark w Mongolii Wewnętrznej w chorągwi Hexigten Qi na pograniczu Wielkiego Chingana, Yan Shan i pustyni Hunszandak (1750 km²). Na terenie parku znajdują się m.in. „las granitowy”, granitowe marmity, formy wulkaniczne wokół jeziora Hulun Nur, formy polodowcowe i źródła termalne. |
| Geopark Yandang Shan Yandangshan Geopark                                                           |         | Chiny                      | 2005      | Geopark w prowincji Zhejiang (294.6 km²) obejmuje formacje powstałe w wyniku działalności wulkanicznej w mezozoiku – kalderę uformowaną na brzegu płyt azjatyckich w późnym mezozoiku. Yandang Shan jest wulkanem z okresu kredy, na górze widoczne są grube filary ryolitowe nazywane „kośćmi góry”. |
| Geopark Taining Taining Geopark                                                                    |         | Chiny                      | 2005      | Geopark w regionie Taining w północno-wschodniej części prowincji Fujian (492.5 km²), obejmujący południowo-wschodnią część pasma Wuyi Shan. |
| Geopark Xingwen Xingwen Geopark                                                                    |         | Chiny                      | 2005      | Geopark w regionie Xingwen w prowincji Syczuan między Kotliną Syczuańską w Wyżyną Junnan-Kuejczou obejmujący region obfitujący w skały wapienne i formacje krasowe (156 km²). |
| Geopark Czeski Raj Bohemian Paradise Geopark                                                       |         | Czechy                     | 2005      | Geopark w północno-zachodnich Czechach, obejmujący teren z charakterystycznymi formacjami skalnymi (m.in. skalne miasta, liczne skałki). W skałach wulkanicznych Raju często występują kwarce, agaty i jaspisy. |
| Geopark Harz-Braunschweiger Land-Ostfalen Geopark Harz Braunschweiger Land Ostfalen                |         | Niemcy                     | 2005      | Geopark w północnych Niemczech obejmujący pasmo Harzu zbudowane z osadów paleozoicznych i skał magmowych oraz obszar Braunschweiger Land/Ostfalen zbudowany z bogatych w skamieniałości osadów mezozoicznych i kenozoicznych. Region bogaty w złoża rudy żelaza, węgla brunatnego, soli i ropy naftowej. W północnej części Harzu koło Goslaru znajduje się obszar ścisłego kontaktu skały macierzystej orogenezy hercyńskiej ze skałami mezozoicznymi, na którym występuje wiele wychodni – nazywany „klasyczną milą kwadratową geologii” lub „złotą milą kwadratową”.                                                              |
| Geopark Jura Szwabska Geopark Swabian Albs                                                         |         | Niemcy                     | 2005      | Geopark w południowo-zachodnich Niemczech w Badenii-Wirtembergii obejmujący Jurę Szwabską ze skałami jurajskimi i typowymi formami krasowymi z licznymi jaskiniami. W regionie tym występuje największa gęstość jaskiń w Niemczech oraz wiele stanowisk bogatych w skamieniałości (Holzmaden, Nusplingen czy Dotternhausen). Na terenie parku znajduje się również krater Steinheim po uderzeniu ok. 15 milionów lat temu oraz tzw. „szwabski wulkan” – 350 punktów wyjścia lawy między Bad Urach a Kirchheim unter Teck. |
| Park regionalny Beigua Parco del Beigua                                                            |         | Włochy                     | 2005      | Geopark w północno-zachodnich Włoszech w Ligurii (prowincja Savona), obejmujący masyw Beigua z utworzonym tu Parkiem Regionalnym i przynależną mu strefą ochronną. W regionie znajdują się wychodnie ofiolityczne, gdzie występują granaty oraz dobrze zachowane skamieniałości oligoceńskie. |
| Geopark Dinozaury Wyspy Hațeg Hațeg Country Dinosaurs Geopark                                      |         | Rumunia                    | 2005      | Geopark w środkowej Rumunii w południowej Transylwanii, obejmujący basen tektoniczny powstały w wyniku kolizji płyt tektonicznych pod koniec okresu kredy. Magmowe i metamorficzne skały prekambryjskie i paleozoiczne przykrywają skały osadowe z okresu od jury do plejstocenu. Region Hațeg był jedną z wysp archipelagu w okresie późnej kredy. W regionie odkryto pozostałości dinozaurów sprzed 65 milionów lat – ponad 10 gatunków, m.in. Hatzegopteryxa, a także skamieniałości ptaków, ssaków, gadów i płazów. |
| Góry Kaledońskie North West Highlands – Scotland                                                   |         | Wielka Brytania            | 2005      | Geopark w północno-zachodniej części Szkocji, obejmujący Góry Kaledońskie oraz najstarsze skały w Europie – prekambryjskie skały Lewis sprzed 3 miliardów lat. Region jest nazywany „kołyską geologii”. Na terenie parku znajduje się również charakterystyczna kolumna z piaskowca Old Man of Stoer. |
| Geopark Fforest Fawr Fforest Fawr Geopark – Wales                                                  |         | Wielka Brytania            | 2005      | Geopark w Południowej Walii w zachodniej części Parku Narodowego Brecon Beacons (763 km²). Historia geologiczna regionu obejmuje 480 milionów lat. Nazwy okresu/systemu sylur i jego epoki/oddziału landower pochodzą od celtyckiego plemienia Sylurów zamieszkujących region w czasach rzymskich i nazwy miejscowości Llandovery. |
| Chapada do Araripe Araripe Geopark                                                                 |         | Brazylia                   | 2006      | Geopark w Basenie Araripe w północno-wschodniej Brazylii (stan Ceará) obejmujący stoliwo Chapada do Araripe zbudowane ze skał osadowych wczesnej kredy (wapieni, piaskowców i gipsu). Region obfituje w skamieniałości paproci, iglasytch, otwornic, mięczaków, stawonogów, ryb, płazów i gadów. Park ma 9 geostanowisk. |
| Geopark Tai Shan Taishan Geopark                                                                   |         | Chiny                      | 2006 2019 | Geopark w prowincji Szantung na wschodzie Niziny Chińskiej (158,63 km²). Występują tu m.in. skały magmowe (komatyt i skały prekambryjskie) oraz skały powstałe w okresie kambru z dobrze widocznymi skamieniałości trylobitów. |
| Geopark Wangwu Shan-Daimei Shan Wangwushan-Daimeishan Geopark                                      |         | Chiny                      | 2006      | Geopark w prowincji Henan, obejmujący góry Wangwu, Daimei i dolinę Huang He (986 km²). Znajdują się tu najstarsze formacje w regionie sprzed 2,5 miliarda lat oraz warstwy z proterozoiku, paleozoiku, mezozoiku i kenozoiku. W basenie Jiyuan zachowały się liczne skamieniałościami roślin i zwierząt. Występuje tu 20 różnych surowców mineralnych, m.in. węgiel kamienny i aluminium. |
| Geopark Funiu Shan Funiushan Geopark                                                               |         | Chiny                      | 2006 2019 | Geopark w prowincji Henan, obejmujący obszar góry Funiu Shan m.in. z krajobrazem krasowy. Znaleziono tu liczne pozostałości dinozaurów – w szczególności ich jaja, m.in. Longiteresoolithus xixiaensis i Prismatoolithus gebiensis. |
| Geopark Leiqiong Leiqiong Geopark                                                                  |         | Chiny                      | 2006      | Geopark w południowych Chinach po obydwu stronach Cieśniny Hajnańskiej obejmujący obszar pasa wulkanicznego Leiqiong. Na terenie parku znajduje się 75 geostanowisk, głównie wulkanów, a także maarów (Huguangyan, Tianyang, Qingdongyang). |
| Geopark Fang Shan Fangshan Geopark                                                                 |         | Chiny                      | 2006      | Geopark na granicy południowo-zachodniego Pekinu i prowincji Hebei. Występują tu skały magmowe, skały metamorficzne i skały osadowe. Obszar charakteryzuje się formami krasowymi z licznymi jaskiniami. W jaskini Zhoukoudian znaleziono w 1929 roku szczątki człowieka pekińskigo. |
| Geopark Jingpo Hu Jingpohu Geopark                                                                 |         | Chiny                      | 2006      | Geopark w południowo-wschodniej części prowincji Heilongjiang obejmujący obszar jednego z najbardziej znaczących pól wulkanicznych we wschodnich Chinach z 12 kraterami (1400 km²). Ostatnie wybuchy wulkanów Jingbo miały miejsce 12000–5140 lat BP. |
| Geopark Gea Norvegica Gea Norvegica Geopark                                                        |         | Norwegia                   | 2006      | Geopark w południowo-wschodniej Norwegii w okręgach Vestfold i Telemark po zachodniej stronie zatoki Oslofjorden (3010 km²). Historia geologiczna sięga tu 1,5 miliarda lat, z najstarszymi skałami pochodzenia prekambryjskiego, monzonitami powstałymi w okresie karbonu i permu oraz bogate w skamieniałości skały paleozoiczne. |
| Geopark Naturtejo Naturtejo Geopark                                                                |         | Portugalia                 | 2006      | Geopark w środkowej Portugalii w południowej Mesecie Iberyjskiej (4625 km²), obejmujący m.in. Międzynarodowy Park Tagu i Park Ichtiologiczny Penha Garcia. Historia geologiczna regionu sięga 600 milionów lat – występują tu turbidyty. Park ma 170 geostanowisk, na jego terenie znajdują się m.in. wąwóz Portas de Ródão, meandry rzeki Zêzere, rzymska kopalnia złota w Conhal do Arneiro. |
| Geopark Sobrarbe Sobrarbe Geopark                                                                  |         | Hiszpania                  | 2006      | Geopark obejmuje region Sobrarbe w północnej Hiszpanii w prowincji Huesca na południowych stokach Pirenejów (2,202 km²). Historia geologiczna regionu sięga 500 milionów lat. Występują tu głównie skały mezozoiczne i kenozoiczne, które budują masyw wapienny Monte Perdido. |
| Geopark Subeticas Subeticas Geopark                                                                |         | Hiszpania                  | 2006      | Geopark w środkowej części Gór Betyckich w środkowej Andaluzji w południowo-wschodniej Hiszpanii. Występują tu skały osadowe z okresu od 200 do 25 milionów lat temu. Region wyróżnia się bogatymi formami krasowymi (polje, ponor, lej krasowy itp.) z gęstą siecią 900 jaskiń i głębi. Występują tu liczne skamieniałości zwierząt morskich, przede wszystkim amonitów z mezozoiku – zidentyfikowano tu ponad 80 ich taksonów. |
| Geopark Cabo de Gata Cabo de Gata Natural Park                                                     |         | Hiszpania                  | 2006      | Geopark w południowo-wschodniej Hiszpanii w andaluzyjskiej prowincji Almería, obejmujący tereny wybrzeża Morza Śródziemnego na styku płyt afrykańskiej i eurazjatyckiej z ogromnymi pokładami skał wulkanicznych sprzed 18–16 milionów lat (550 km²). |
| Geopark Papuk Papuk Geopark                                                                        |         | Chorwacja                  | 2007      | Geopark w Slawonii we wschodniej Chorwacji, obejmujący teren parku krajobrazowego „Papuk” w górach Papuk zbudowanych ze skał paleozoicznych, głównie gnejsów, pokrytych osadami kredowymi (wapienie i dolomity) i trzeciorzędowymi, z pewnym udziałem skał magmowych (granitu i bazaltu). Grzbietem Papuka przebiega dział wodny pomiędzy zlewniami Drawy na północy i Sawy na południu. Charakterystycznym geostanowiskiem jest Rupnica z kolumnowymi ciosami w skale ryoliticznej – pierwszym pomnikiem geologicznym na terenie Chorwacji (1948).                                                                                  |
| Park Geologiczny i Kopalnictwa na Sardynii Geological and Mining Park of Sardinia                  |         | Włochy                     | 2007      | Geopark obejmujący cały obszar wyspy Sardynii, której historia geologiczna sięga 500 milionów lat. Region zbudowany jest ze skał magmowych, metamorficznych i osadowych, i charakteryzuje się obecnością licznych złóż rudy eksploatowanych od tysięcy lat – górnictwo ukształtowało krajobraz wyspy. |
| Geopark Langkawi Langkawi Island Geopark                                                           |         | Malezja                    | 2007      | Geopark w północno-zachodniej Malezjii w stanie Kedah, obejmujący 99 wysp archipelagu Langkawi na Morzu Andamańskim wypiętrzonych 220 milionów lat temu. Najstarsze skały powstały 550 milionów lat temu. |
| Geopark English Riviera English Riviera Geopark                                                    |         | Wielka Brytania            | 2007      | Geopark w południowej Anglii, obejmujący południowe wybrzeże Devonu zbudowane z wapieni dewońskich. Nazwa okresu/systemu „Dewon” pochodzi od nazwy hrabstwa. Występują tu również brekcje i piaskowce. Na podłożu wapiennym wykształciły się formy krasowe, m.in. Kents Cavern. |
| Geopark Longhushan Longhushan Geopark                                                              |         | Chiny                      | 2007      | Geopark w prowincji Jiangxi, obejmujący obszar rzeźby tektonicznej, wulkanicznej oraz typu „Danxia”. |
| Geopark Zigong Zigong Geopark                                                                      |         | Chiny                      | 2007      | Geopark w Zigong w prowincji Syczuan (56,62 km²) z warstwą jurajską obfitującą w skamieniałości dinozaurów. Na terenie parku znajdują się m.in. skamieniały las, muzeum dinozaurów oraz muzeum soli i historii wydobycia soli. |
| Geopark Adamello–Brenta Adamello Brenta Geopark                                                    |         | Włochy                     | 2008      | Geopark w zachodniej części Trydentu w Alpach Retyckich, obejmujący Alpi dell’Adamello e della Presanella z Adamello i Dolomiti di Brenta z Cima Brenta. Przez park przebiega granica tektoniczna pomiędzy Alpami Centralnymi a Alpami Południowymi. Krajobraz ukazuje rozwój geologiczny regionu od dolnego paleozoiku do czwartorzędu. W masywie Adamello zbudowanym ze skał magmowych widoczne są formy wyrzeźbione przez lodowce podczas ostatniego zlodowacenia. Krajobraz Dolomiti di Brenta charakteryzuje się hipogeicznymi i epigeicznymi formami krasowymi.                                                                |
| Geopark Rocca Di Cerere Rocca Di Cerere Geopark                                                    |         | Włochy                     | 2008      | Geopark w środkowej Sycylii, obejmujący równinę z pokładami gipsu i siarki, na której powstały liczne ostańce z piaskowca. |
| Geopark Ałaszan Alxa Desert Geopark                                                                |         | Chiny                      | 2009      | Geopark w związku Alxa w regionie autonomicznym Mongolia Wewnętrzna w Chinach (683,74 km²), obejmujący pustynie z jeziorami Badain Jaran Shamo i Tengger, Ulan Buh Shamo, basen jeziora Juyan. Występują tu mega-wydmy nazywane „królestwem śpiewającego piasku” lub „Everestem pustyni”. |
| Geopark Qin Ling Zhongnanshan Zhongnanshan Geopark                                                 |         | Chiny                      | 2009      | Geopark na południowych krańcach Xi’an w prowincji Shaanxi, obejmujący środkową część Qin Ling z ogromnymi osuwiskami – trzecimi pod względem wielkości na świecie i krajobrazem polodowcowym Taibai Shan. |
| Geopark Aroania Chelmos-Vouraikos Geopark                                                          |         | Grecja                     | 2009      | Geopark na północnym Peloponezie w Grecji, ok. 100 km od Patras, obejmujący masyw Aroanii z wąwózem Wuraikos i jaskinią Spileo Limnon Kastrion z 13 podziemnymi jeziorami (5654 km²). |
| Geopark Tōya-Usu Toya – Usu Geopark                                                                |         | Japonia                    | 2009      | Geopark w północnej Japonii na wyspie Hokkaido, obejmujący aktywny wulkanicznie region z kalderą Tōya powstałą 110 tys. lat temu, kopułą wulkaniczną Nakajima i wulkanem Usu powstałym ok. 20 tys. lat temu. Od 1663 roku Usu wybuchał 9 razy tworząc kopuły wulkaniczne – np. „Showa-Shinzan” na polu pszenicy w latach 1943–1945. |
| Geopark wulkaniczny Unzen Unzen Volcanic Area Geopark                                              |         | Japonia                    | 2009      | Geopark w zachodniej Japonii, w południowo-wschodniej prefekturze Nagasaki na półwyspie Shimabara na wyspie Kiusiu, obejmujący region aktywnego stratowulkanu Unzen w środkowej części półwyspu. Unzen to zespół wulkanów: Fugen (1359 m n.p.m.), Heisei Shinzan (1483 m n.p.m.), Myoken (1333 m n.p.m.) i Kunimi (1347 m n.p.m.). |
| Geopark Itoigawa Itoigawa Geopark                                                                  |         | Japonia                    | 2009      | Geopark w środkowej części wyspy Honsiu w prefekturze Niigata, obejmujący region miasta Itoigawa z Alpami Japońskimi „schodzącymi” do Morza Japońskiego. Przez park przebiega uskok tektoniczny Itoigawa-Shizuoka – po jego stronie zachodniej znajdują się skały mezozoiczne i paleozoiczne, a po wschodniej z neogenu. Historia geologiczna parku obejmuje 500 milionów lat a region nazywany jest „domem handlowym geologii”. |
| Geopark Arouca Arouca Geopark                                                                      |         | Portugalia                 | 2009      | Geopark w północnej Portugalii, obejmujący obszar gminy Arouca położonej w kotlinie otoczonej górami – najwyższe szczyty to Freita (1100 m n.p.m.) i Montemuro (1222 m n.p.m.) (330 km²). W parku znajduje się 41 geostanowisk a historia geologiczna regionu obejmuje ponad 600 milionów lat. W warstwach łupków z ordowiku występują licznie skamieniałości gigantycznych trylobitów (do 90 cm długości), a także grupy trylobitów złożone od kilku do tysięcy osobników. Występują tu także wychodnie granitu z charakterystyczną cechą – licznymi biotycznymi nodulami o średnicy 1–12 cm.                                       |
| Geopark GeoMôn GeoMôn Geopark – Wales                                                              |         | Wielka Brytania            | 2009      | Geopark obejmujący obszar walijskich wysp na Morzu Irlandzkich: Anglesey, połączonej dwoma 250-metrowymi mostami z lądem oraz Holy Island. Znajdują się tu liczne wychodnie skał prekambryjskich i kambryjskich. Na południu Anglesey występuje rzadki rodzaj niebieskich łupków metamorficznych z prekambru, a na północy wapienie stromatolitowe. Wapienie kredowe sprzed 350 milionów lat skrywają liczne skamieniałości korali i muszli. |
| Geopark Szetlandy Shetland Geopark                                                                 |         | Wielka Brytania            | 2009      | Geopark obejmuje ponad 100 wysp Szetlandów w Szkocji. Na większych wyspach biegną w kierunku północ-południe grzbiety wzgórz zbudowanych z kwaśnego granitu, łupków metamorficznych i gnejsu, tworząc „kręgosłup” Szetlandów. Miejscowo występuje gnejs sprzed prawie 3 miliardów lat. Ofiolit szetlandzki jest uważany za najlepiej wyeksponowany, kompletny i dostępny na świecie. Na wyspie St Ninian’s Isle znajduje się największe aktywne tombolo (geografia) w Wielkiej Brytanii. |
| Geopark Stonehammer Stonehammer Geopark                                                            |         | Canada                     | 2010      | Geopark na wschodnim wybrzeżu Kanady, nad zatoką Fundy przy ujściu rzeki Kennebecasis do rzeki Saint John uchodzącej do zatoki. Historia geologiczna parku obejmuje okres od późnego prekambru. Park ma ponad 60 znaczących geostanowisk. Regiony był jednym z pierwszych obszarów w Kanadzie, gdzie poprowadzono badania geologiczne. |
| Geopark Leye-Fengshan Leye-Fengshan Geopark                                                        |         | Chiny                      | 2010      | Geopark w południowo-wschodnich Chinach w północno-zachodniej części regionu autonomicznego Kuangsi, obejmujący obszar pokryty wapieniami z dewonu i permu z licznymi formami krasowymi, m.in. dwoma podziemnymi rzekami, jaskiniami z masywnymi komorami (największe komory jaskiniowe na świecie) i bogata szatą naciekową, poljami, oknami (największe zagęszczenie okien krasowych na świecie), mostami skalnymi (najdłuższe mosty skalne świata). Odkryto tu liczne skamieniałości, m.in. pandy. |
| Geopark Ningde Ningde Geopark                                                                      |         | Chiny                      | 2010      | Geopark w Ningde w prowincji Fujian na południowo-wschodnim wybrzeżu Chin (2660 km²). Występują tu głównie skały magmowe: dacyt i ryolit z późnej jury i wczesnej kredy. |
| Geopark Rokua Rokua Geopark                                                                        |         | Finlandia                  | 2010      | Geopark w północnej Finlandii, ok. 200 km przed kołem podbiegunowym, obejmujący dolinę Oulujoki, Oz Rokua i Oulujärvi, powstałe w wyniku ustępowania zlodowacenia północnopolskiego. Występują tu liczne drumliny, moreny czołowe, jeziora wytopiskowe, jary, wydmy i torfowiska. |
| Geopark Wikos-Wjosa Vikos – Aoos Geopark                                                           |         | Grecja                     | 2010      | Geopark w Epirze w północno-zachodniej Grecji, obejmujący północno-zachodnią cześć Pindosu z jego najwyższym szczytem Smolikas (2637 m n.p.m.) oraz Tymfi (2497 m n.p.m.), a także z wąwozami Wikos i Wjosa (1200 km²). |
| Geopark Novohrad-Nograd Novohrad-Nograd geopark                                                    |         | Węgry Słowacja             | 2010      | Geopark jest parkiem transgranicznym położonym na terenie węgierskiego komitatu Nógrád i słowackiego regionu Novohrad (1587 km²). Historia geologiczna parku sięga 30 milionów lat, od powstania Kotliny Panońskiej. Teren został ukształtowany przez działalność wulkaniczną. Geostanowisko w Ipolytarnóc – nazywane „prehistorycznymi Pompejami” – skrywa skamieniałości zachowane dzięki warstwie tufu wulkanicznego, która osadziła się po wybuchu wulkanu. |
| Geopark Park Narodowy Cilento, Vallo di Diano Parco Nazionale del Cilento e Vallo di Diano Geopark |         | Włochy                     | 2010      | Geopark w południowych Włoszech w Kampanii w prowincji Salerno, obejmujący obszar Parku Narodowego Cilento, Vallo di Diano i Alburni. Region zbudowany jest z węglanowych skał osadowych i niewęglanowych skał okruchowych, m.in. z wapieni i dolomitów mezozoicznych oraz turbidytów mioceńskich. Występują tu zjawiska krasowe. |
| Geopark toskańskiego górnictwa Tuscan Mining Park                                                  |         | Włochy                     | 2010      | Geopark w środkowych Włoszech w Toskanii w prowincji Grosseto, obejmujący obszar Colline Metallifere, gdzie przez wieki eksploatowano m.in. rudy: ołowiu, cynku, żelaza i miedzi (1087 km²). |
| Geopark San'in Kaigan San’in Kaigan Geopark                                                        |         | Japonia                    | 2010      | Geopark w zachodniej Japonii na wyspie Honsiu (2458 km²). Występują tu wychodnie granitowe sprzed 70 milionów lat z okresu kiedy Japonia była częścią kontynentu oraz skały magmowe i osadowe nagromadzone po oderwaniu się Japonii (25–15 milionów lat temu) i utworzeniu Morza Japońskiego. Na terenie parku znajduje się bazaltowa jaskinia Genbudo. |
| Geopark Czedżu Jeju Island Geopark                                                                 |         | Korea Południowa           | 2010      | Geopark obejmujący koreańską wyspę wulkaniczną Czedżu powstałą ok. 2 milionów lat temu. Czedżu ma dobrze wykształcony krajobraz wulkaniczny – jaskinie lawowe, wulkany tarczowe, 360 stożków wulkanicznych. Na terenie parku znajduje się 9 geostanowisk, m.in. wulkan tarczowy Halla-san, 1950 m n.p.m. |
| Geopark Magma Magma Geopark                                                                        |         | Norwegia                   | 2010      | Geopark w południowo-wschodniej Norwegii (2329 km²), obejmujący obszar zbudowany ze skał magmowych, wyrzeźbiony przez lodowce. Występuje tu noryt i anortozyt – skała występująca częściej na Księżycu niż na Ziemi. Na terenie parku docelowo będzie utworzonych 46 geostanowisk. |
| Geopark Costa Vasca Basque Coast Geopark                                                           |         | Hiszpania                  | 2010      | Geopark w północnej Hiszpanii, w Kraju Basków na zachodnim wybrzeżu prowincji Guipúzcoa, obejmujący obszar górzysty wraz z pasem wybrzeża. Przeważają to skały osadowe z okresu od późnego triasu do środkowego eocenu. Na wybrzeżu znajdują się pokłady fliszu o grubości 5000 m, powstałe z naprzemianlegle ułożonych warstw materiału osadowego. Jedna z warstw świadczy o ostatnim (z pięciu) wielkim wymieraniu sprzed 66 milionów lat, kiedy wyginęły dinozaury. |
| Geopark Płaskowyż Krasowy Dong Van Dong Van Karst Plateau Geopark                                  |         | Wietnam                    | 2010      | Geopark w północno-wschodnim Wietnamie w prowincji Hà Giang, obejmujący płaskowyż zbudowany w 60–80% z wapienia, o charakterze krasowym (2346 km²). Historia geologiczna regionu sięga 550 milionów lat. Znaleziono tu skamieniałości m.in. ryb, ramienionogów, małży, trylobitów, otwornic, konodontów, liliowców. |
| Geopark Tianzhushan Tianzhushan Geopark                                                            |         | Chiny                      | 2011      | Geopark w prowincji Anhui we wschodnich Chinach, obejmujący górzysty teren Tianzhu Shan ze szczytami granitowymi, bogaty w skały metamorficzne – eklogit, kwarcyt i perydotyty. Występują tu skamieniałości ssaków. |
| Geopark Hongkong Hongkong Global Geopark                                                           |         | Chiny                      | 2011      | Geopark w północno-wschodnim Hongkongu w Chinach (150 km²), obejmujący region wulkaniczny Sai Kung oraz formacje skał osadowych w północno-wschodnich Nowych Terytoriach. W Sai Kong z unikalnymi heksagonalnymi kolumnami kwaśnych skał wulkanicznych o średnicy 1,2 m zbudowanymi. Skały osadowe pochodzą z okresu od dewonu do paleogenu. |
| Massif des Bauges Bauges Geopark                                                                   |         | Francja                    | 2011      | Geopark w północno-zachodnich Alpach we Francji, obejmujący Massif des Bauges zbudowany z wapienia i innych skał osadowych, o charakterze krasowym. |
| Park Krajobrazowy Łuk Mużakowa Geopark Muskau Arch                                                 |         | Polska Niemcy              | 2011      | Geopark jest parkiem transgranicznym na terytorium Polski (województwo lubuskie) i Niemiec (Saksonia) (578,8 km²), obejmujący krajobraz polodowcowy ukształtowany przez trzy zlodowacenia z moreną spiętrzoną sprzed 340 tys. lat – Łukiem Mużakowa. |
| Geopark Katla Katla Geopark                                                                        |         | Islandia                   | 2011      | Geopark w środkowej części południowej Islandii, zajmujący 9% powierzchni wyspy (9542 km²), obejmujący jeden z najbardziej aktywnych wulkanicznie regionów świata z wulkanami Katla (pod lodowcem Mýrdalsjökull) ze szpaltą wulkaniczną Eldgjá, Grímsvötn (pod lodowcem Vatnajökull), Eyjafjallajökull, Lakagígar i. Na terenie parku znajduje się również jezioro Langisjór. |
| Geopark Burren i klify Moheru Burren and Cliffs of Moher Geopark                                   |         | Irlandia                   | 2011      | Geopark na zachodnim wybrzeżu Irlandii, między Limerick a Galway, obejmujący obszar płaskowyży (Burren) i wzgórz, urwistych klifów (Klify Moheru, 200 m), charakterystycznych form skalnych (most skalny, kolumna), wydm, jaskiń i podziemnych rzek. Teren zbudowany jest z wapieni i łupków kredowych, występują tu liczne zjawiska krasowe, a w skałach osadowych znajdowane są skamieniałości goniatytów i małży. |
| Geopark Alpy Apuańskie Apuan Alps Geopark                                                          |         | Włochy                     | 2011      | Geopark obejmujący Park Regionalny „Alpy Apuańskie” oraz sąsiadujące z nim tereny Alp Apuańskich w północno-zachodnich Włoszech (494 km²). Występują tu zjawiska krasowe – ogromne jaskinie. Region słynie z marmurów (marmur karraryjski). |
| Geopark Muroto Muroto Geopark                                                                      |         | Japonia                    | 2011      | Geopark na wyspie Sikoku w południowo-zachodniej Japonii, obejmujący miasto Muroto w prefekturze Kōchi położone w 87% na terenach górzystych z licznymi jaskiniami. Muroto leży w strefie aktywnej subdukcji – półwysep Muroto jest wypychany do góry w tempie 1–2 m na tysiąc lat. W przeszłości region znajdował się pod wodą i został wyniesiony na powierzchnię wskutek trzęsień ziemi występujących tu co 100–150 lat, którym towarzysza tsunami. |
| Geopark Sierra Norte de Sevilla Sierra Norte de Sevilla Geopark                                    |         | Hiszpania                  | 2011      | Geopark w środkowej części zachodniego łańcucha Sierra Morena w południowej Hiszpanii, oddzielającego Mesetę Iberyjską od depresji andaluzyjskiej. Region zbudowany jest ze skał osadowych, lekko przeobrażonych, z okresu od późnego prekambru do paleozoiku. Występuje tu kilka batolitów skał magmowych powstałych podczas orogenezy hercyńskiej. Punktowo nad materiałem hercyńskim występują osady z górnej kredy, permu i triasu. Występują tu zjawiska krasowe, znajdowane są skamieniałości. Park ma 32 geostanowisk. |
| Geopark Villuercas-Ibores-Jara Villuercas-Ibores-Jara Geopark                                      |         | Hiszpania                  | 2011      | Geopark w południowo-wschodniej Cáceres w Estremadurze w Hiszpanii (2544,4 km²). Region charakteryzuje się inwersją rzeźby z wyniesionymi synklinami hercyńskimi ze skałami okruchowymi z wczesnego paleozoiku. Antykliny zbudowane są z szarogłazów, łupków i skał węglanowych z okresu ediakaru sfałdowanych podczas orogenezy kadomskiej. Skały ediakarańskie skrywając wcześnie zmineralizowane zwierzęta z rodziny Cloudinidae i skamieniałości ryb. Skamieniałości ryb (Cruziana, Daedalus) występują również w warstwach paleozoicznych obok skamieniałych trylobitów, ramienionogów i graptolitów. Park ma 44 geostanowiska. |
| Geopark Sanqing Shan Sanqingshan Geopark                                                           |         | Chiny                      | 2012 2019 | Geopark w granicach miasta Shangrao w prowincji Jiangxi we wschodnich Chinach (229,5 km²), obejmujący Sanqing Shan zbudowany z granitu. Historia geologiczna regionu obejmuje 1 miliard lat. |
| Geopark Chablais Chablais Geopark                                                                  |         | Francja                    | 2012      | Geopark obejmuje Masyw Chablais w Alpach Zachodnich we Francji (872 km²). Historia geologiczna regionu obejmuje 250 milionów lat a region jest świadectwem powstawania Alp. Występują tu liczne jeziora i źródła wody mineralnej (Evian, Thonon). |
| Geopark Las Bakoński–Balaton Bakony-Balaton Geopark                                                |         | Węgry                      | 2012      | Geopark na Węgrzech zachodnich w Kraju Zadunajskim, obejmując jezioro Balaton z Lasem Bakońskim otoczone przez Średniogórze Zadunajskie na północy, na wschodzie Wielką Nizinę Węgierska, a na zachodzie Małą Nizinę Węgierska. Pod względem geologiczno-geomorfologicznym park składa się ze 172 różnych formacji. Występują tu skały metamorficzne (sprzed 400 milionów), obfitujące w skamieniałości skały węglanowe z triasu, skały osadowe z kredy z pozostałościami dinozaurów i zjawiska krasowe z 700 jaskiniami. Na terenie parku znajdują się m.in. jaskinia z jeziorami w Tapolce i jezioro termalne Hévíz.               |
| Geopark Batur Batur Geopark                                                                        |         | Indonezja                  | 2012      | Geopark w północno-wschodniej części wyspy Bali w Indonezji, obejmujący obszar stratowulkanu Batur wraz z dwoma kalderami, powstałą w wyniku erupcji 29 tys. i 20 tys. lat temu. Kalderę zewnętrzną wypełnia jezioro. W latach 1804–2000 wulkan Batur wybuchał przynajmniej 22 razy. |
| Geopark Katalonii Środkowej Central Catalunya Geopark                                              |         | Hiszpania                  | 2012      | Geopark w środkowej Katalonii, obejmujący teren Parku Geologicznego i Górnictwa Środkowej Katalonii (1300 km²). Region zbudowany jest ze skał osadowych z eocenu i wczesnego oligocenu. Występują tu pokłady halitu i sylwinu eksploatowane przez wieki przez człowieka. Na terenie parku znajdują się masywy Montserrat i Sant Llorenç del Munt, jaskinie krasowe (Cuevas del Toll). |
| Geopark Shennongjia Shennongjia Geopark                                                            |         | Chiny                      | 2013      | Geopark w prowincji Hubei w środkowych Chinach (1022,72 km²), obejmująca alpejski krajobraz z najwyższym szczytem Chin centralnych Shennong Deng (3106 m n.p.m.). Historia geologiczna regionu obejmuje 1,9 miliarda lat. Pod względem geologiczno-geomorfologicznym park składa się z ponad 200 różnych formacji. |
| Geopark Yanqing Yanqing Geopark                                                                    |         | Chiny                      | 2013      | Geopark w północno-zachodniej części Pekinu (620,38 km²) z zachowanymi śladami teropodów, zauropodów, ankylozaurów i ornitopodów. Historia geologiczna regionu obejmuje prawie 2 miliardy lat. W strukturze sedymentacyjnej najstarszych skał węglanowych widoczne są ripplemarki. Teren uległ sfałdowaniu podczas orogenezy jenszańskiej (monokliny). |
| Sesia-Park Narodowy Val Grande Sesia-Val Grande Geopark                                            |         | Włochy                     | 2013      | Geopark w północno-zachodnich Włoszech w Piemoncie (2023 km²), obejmujący m.in. Park Narodowy Val Grande. Występują tu jedne z najłatwiej dostępnych na świecie sekcji skorupy kontynentalnej, wyeksponowanej podczas orogenezy alpejskiej. Widoczne są pozostałości kaldery uformowanej przez superwulkan Sesia 260 milionów lat temu oraz jego hydraulicznego systemu magmy, sięgającego 25 km w głąb ziemi. |
| Geopark Wyspy Oki Oki Islands Geopark                                                              |         | Japonia                    | 2013      | Geopark obejmuje ok. 180 niezamieszkanych i cztery zamieszkane Wyspy Oki na Morzu Japońskim, na północ od półwyspu Shimane na Honsiu (673,5 km²). Fundament wysp jest częścią kontynentu euroazjatyckiego, który ok. 7 milionów lat temu został poddany gwałtownej działalności wulkanicznej, w wyniku której powstały dwie wyspy wulkaniczne. |
| Geopark Hondsrug Hondsrug Geopark                                                                  |         | Holandia                   | 2013      | Geopark w prowincjach Drenthe i Groningen w północno-wschodniej Holandii, obejmujący grzbiet Hondsrug o długości 60 km, powstały w wyniku ustępowania lodowca podczas zlodowacenia środkowopolskiego ok. 150 tys. lat temu (1000 km²). Hondsrug zbudowany jest z gliny zwałowej przykrytej piachem podczas zlodowacenia północnopolskiego. Występują tu pozostałości form pingo, depresje po martwym lodzie i głazy narzutowe, wśród których znajdują się głazy przyniesione z terenów współczesnej Finlandii i Szwecji. |
| Geopark Azory Azores Geopark                                                                       |         | Portugalia                 | 2013      | Geopark obejmujący 9 wysp archipelagu Azorów na Oceanie Atlantyckim oraz 4 geostanowiska podwodne (12884 km²). Archipelag znajduje się na styku trzech płyt tektonicznych: północnoamerykańskiej, afrykańskiej i eurazjatyckiej. Wyspy powstały w wyniku działalności wulkanicznej. W regionie znajduje się 27 głównych systemów wulkanicznych z 16 centralnymi wulkanami – 9 pozostaje nadal aktywnych, 11 grzbietami wulkanicznymi oraz 17560 wulkanami monogenetycznych. |
| Geopark Idrija Idrija Geopark                                                                      |         | Słowenia                   | 2013      | Geopark w zachodniej Słowenii na styku Gor Dynarskich z Alpami (294 km²). Obszar powstawał w okresie od anizyku do triasu. Występują tu zasobne pokłady rudy bogatej w rtęć. |
| Geopark Kula-Salihli Kula-Salihli Geopark                                                          |         | Turcja                     | 2013,2020 | Geopark w zachodniej Turcji w Regionie Egejskim w prowincji Manisa (300 km²), obejmujący jeden z najbardziej aktywnych sejsmicznie obszarów świata. Historia geologiczna parku sięga 200 milionów lat. Czwartorzędowy wulkanizm uformował się w trzech fazach erupcji (1,1 miliona lat temu, 300 tys. i 15 tys.). |
| Gruta del Palacio Grutas del Palacio Geopark                                                       |         | Urugwaj                    | 2013      | Geopark w departamencie Flores w Urugwaju (3611 km²). Występują tu skały z proterozoiku (granit, gnejs, granodioryt, kwarcyt, hornblendyt i gabro), paleozoiku, mezozoiku i kenozoiku. Na terenie parku znajduje się jaskinia Gruta del Palacio. |
| Geopark „Tumbler Ridge” Tumbler Ridge Geopark                                                      |         | Canada                     | 2014      | Geopark obejmujący wschodnie stoki Hart Ranges w paśmie Canadian Rockies w Kanadzie (7822 km²). Występują tu skały osadowe obfitujące w skamieniałości, m.in. odkryto tu ślady dinozaurów z okresu kredy, ryb i gadów morskich z triasu. |
| Geopark Kunlun Mount Kunlun Geopark                                                                |         | Chiny                      | 2014      | Geopark w południowo-zachodniej części Golmudu w prowincji Qinghai w zachodnich Chinach (7033 km²), obejmujący łańcuch górski Kunlun. |
| Geopark Cang Shan Dali Mount Cangshan Geopark                                                      |         | Chiny                      | 2014      | Geopark w zachodniej części prowincji Junnan w południowo-zachodnich Chinach na południowych krańcach Wyżyny Tybetańskiej (933 km²), obejmujący górę Cang Shan. Cang Shan zbudowana jest ze skał powstałych ponad 2 miliardy lat temu, głównie skał metamorficznych, a sama góra powstała 50 milionów lat temu. Występuje tu wysokiej jakości marmur. Krajobraz ukształtował ostatecznie lodowiec podczas ostatniego zlodowacenia. |
| Geopark Odsherred Odsherred Geopark                                                                |         | Dania                      | 2014      | Geopark na półwyspie Ods Herred w Danii, ok. 100 km Kopenhagi (355 km²), obejmujący krajobraz wykształcony podczas zlodowacenia północnopolskiego z trzema morenami końcowymi. |
| Geopark Monts d’Ardeche Monts d’Ardeche Geopark                                                    |         | Francja                    | 2014      | Geopark w południowo-wschodniej części Masywu Centralnego (2280 km²). Historia geologiczna regionu sięga 550 milionów lat. Występują tu osadowe skały z mezozoiku oraz skały wulkaniczne z kenozoiku i neogenu. Na terenie parku znajduje się 51 stanowisk, m.in. charakterystyczne dla regionu skały fonolityczne w Mont Gerbier de Jonc i odciski śladów dinzaurów w Payzac. |
| Geopark Aso Aso Global Geopark                                                                     |         | Japonia                    | 2014      | Geopark w środkowej części wyspy Kiusiu w Japonii, obejmujący obszar wulkanu Aso (1198 km²). Ogromna kaldera wulkanu powstała w wyniku gigantycznych erupcji eksplozywnych magmy andezytowej i ryolitycznej między 270 tys. a 90 tys. lat temu. Wybuchy młodszych stożków centralnych przyniosły ogromne ilości materiału piroklastycznego i lawy. Skały stożków centralnych to ryolit, andezyt i bazalt. Jedynym aktywnym stożkiem pozostaje wulkan Nakadake, który jest jednym z najbardziej aktywnych w Japonii. |
| Geopark M’Goun M’Goun Global Geopark                                                               |         | Maroko                     | 2014      | Geopark w środkowym Atlasie Wysokim (5730 km²) w Maroku, obejmujący obszar czterotysięcznika Dżabal Ighil Makun zbudowanego ze skał osadowych powstałych w triasie i jurze. Występują tu skamieniałości dinozaurów i ich śladów. Regiony bogaty w surowce: rudy miedzi, cynku i żelaza, a także baryt. |
| Geopark „Terras de Cavaleiros” Lands of Knights Global Geopark                                     |         | Portugalia                 | 2014      | Geopark w północno-wschodniej Portugalii (700 km²), obejmujący górzysty teren ze najwyższym szczytem Nogueira (1320 m n.p.m.) i sztucznym zbiornikiem Azibo. Historia geologiczna regionu sięga 500 milionów lat. |
| Geopark El Hierro El Hierro Global Geopark of Canary Islands Autonomous Region                     |         | Hiszpania                  | 2014      | Geopark w Hiszpanii obejmujący najmniejszą z Wysp Kanaryjskich – El Hierro wraz geostanowiskami podwodnymi (595 km²). Wyspa powstała 1,2 miliona lat temu w wyniku działalności wulkanicznej. Występuje tu największe zagęszczenie wulkanów na Wyspach Kanaryjskich – ponad 500 otwartych kraterów i 300 przykrytych zastygłą lawą. |
| Park Narodowy Alto Tajo Molina and Alto Tajo Global Geopark                                        |         | Hiszpania                  | 2014      | Geopark obejmujący płaskowyż w środkowej części Półwyspu Iberyjskiego w Hiszpanii (4520 km²). Obszar zbudowany jest głównie ze skał mezozoicznych z wychodniami skał paleozoicznych i trzeciorzędowych. Warstwowanie ukazuje 400 milionów lat historii Ziemi. |
| Geopark Dunhuang Dunhuang Geopark                                                                  |         | Chiny                      | 2015      | Geopark w Dunhuang w prowincji Gansu w Chinach (2067 km²), obejmujący pustynne formy Gobi. Na terenie parku znajdują się Jaskinie Mogao. |
| Geopark Zhijindong Zhijindong Geopark                                                              |         | Chiny                      | 2015      | Geopark na Wyżynie Junnan-Kuejczou w prowincji Kuejczou w południowych Chinach (170 km²), obejmuje teren o charakterze krasowym. Na terenie parku znajduje się m.in. jaskinia Zhijindong. |
| Geopark Trodos Troodos Geopark                                                                     |         | Cypr                       | 2015      | Geopark w środkowej części Cypru, obejmujący góry Trodos (1147 km²) z najwyższym szczytem Olimbosem (1952 m n.p.m.). Powstały 92 miliony lat temu Trodos, zbudowany jest z ofiolitów. Występują tu pokłady siarczkowe z rudami miedzi, azbestem w serpentynicie i chromitem w dunicie. |
| Geopark Sitia Sitia Geopark                                                                        |         | Grecja                     | 2015      | Geopark we wschodniej Krecie w Grecji (517 km²), obejmujący górzysty teren zbudowany ze skał osadowych obfitujących w plejstoceńskie skamieniałości ssaków. Odkryto tu m.in. trzy egzemplarze Deinotherium giganteum. Występują tu zjawiska krasowe – w regionie znajduje się 170 jaskiń i kanionów. |
| Geopark Reykjanes Reykjanes Geopark                                                                |         | Islandia                   | 2015      | Geopark w południowo-zachodniej Islandii (825 km²), obejmujący półwysep Reykjanes o krajobrazie wulkanicznym z ogromnymi polami zastygłej lawy i czterema systemami wulkanicznymi. |
| Geopark Gunung Sewu Gunung Sewu Geopark                                                            |         | Indonezja                  | 2015      | Geopark we wschodniej części indonezyjskiej wyspy Jawa (1802 km²), obejmujący teren o charakterze krasowym. |
| Geopark Monte Pollino Pollino Geopark                                                              |         | Włochy                     | 2015      | Geopark w południowych Włoszech (1925 km²), obejmujący m.in. masyw Monte Pollino złożony z pięciu szczytów powyżej 2000 m n.p.m. W masywie spotykają się skały osadowe Apeninów ze skałami metamorficznymi – „uskok Sangineto”. |
| Geopark Apoi Mount Apoi Geopark                                                                    |         | Japonia                    | 2015      | Geopark na wyspie Hokkaido w Japonii (364,3 km²), obejmujący południowo-zachodnią część Gór Hidaka z Apoi (810 m n.p.m.), gdzie występują perydotyty. Góry Hidaka zostały wyniesione wskutek zderzenia płyt kontynentalnych 13 milionów lat temu. |
| Geopark Lanzarote-Archipelag Chinijo Lanzarote and Chinijo Islands Geopark                         |         | Hiszpania                  | 2015      | Geopark obejmujący wyspę Lanzarote – jedną z 7 głównych Wysp Kanaryjskich oraz wysepki archipelagu Chinijo: Graciosa, Montaña Clara, Roque del Oeste, Roque del Este i Alegranza wraz z platformą abrazyjną wokół nich. Wyspy powstały ze skał bazaltowych wskutek trzech wybuchów wulkanicznych w oligocenie, miocenie-pliocenie i plejstocenie-holocenie. |
| Geopark Arxan Arxan Geopark                                                                        |         | Chiny                      | 2017      | Geopark w Hinggan w regionie autonomicznym Mongolia Wewnętrzna w Chinach (3653,21 km²), obejmujący górzyste tereny południowo-zachodnich Da Hinggan Ling obfitujący w formy wulkaniczne, znajduje się tu m.in. 35 wulkanów czwartorzędowych oraz bazaltowe pola przypominające skorupę żółwia (ang. turtleback lava). |
| Geopark Koktokay Keketuohai Geopark                                                                |         | Chiny                      | 2017      | Geopark w regionie autonomicznym Sinciang w Chinach (2337,9 km²), obejmujący środkową część Ałtaju z granitowymi szczytami o wysokości 1072–3234 m n.p.m. Obszar ten nazywany jest „chińskim Yosemite”. |
| Geopark Causses du Quercy Causses du Quercy Geopark                                                |         | Francja                    | 2017      | Geopark w południowo-zachodniej Francji w północnej części regionu Oksytania (1855 km²), obejmujący wapienny płaskowyż Causses zbudowany z węglanowych skał jurajskich i ukształtowany przez zjawiska krasowe zachodzące od 70 milionów lat. Region bogaty w fosforyty. |
| Geopark Keszm Qeshm Island Geopark                                                                 |         | Iran                       | 2017      | Geopark obejmujący wyspę Keszm w Iranie – największą wyspę w Zatoce Perskiej(2063 km²), która stanowi część gór Zagros ukształtowanych podczas ostatniej fazy orogenezy alpejskiej. Historia geologiczna regionu sięga 480 milionów lat. Na terenie geoparku znajduje się największa na świecie jaskinia solna o długości 6600 m. |
| Geopark Comarca Minera Comarca Minera, Hidalgo Geopark                                             |         | Meksyk                     | 2017      | Geopark w stanie Hidalgo w środkowym Meksyku (1848 km²), obejmujący górzysty teren Comarca Minera wznoszący się na wysokość 1300–1200 m n.p.m., poprzecinany pasmami wulkanicznymi Pachuca i Las Navajas, charakteryzujący się dużą różnorodnością pod względem geologicznym. Spotykają się tu dwa łańcuchy: Kordyliera Wulkaniczna z Sierra Madre Wschodnia. W regionie występują pokłady srebra i złota, które były eksploatowane od XVI w., a także trydymit i krystobalit. Na terenie parku znajdują się kolumny bazaltowe Santa María Regla – jedne z najwyższych na świecie (ponad 40 m) oraz Park Narodowy El Chico.          |
| Geopark Mixteca Alta, Oaxaca Mixteca Alta, Oaxaca Geopark                                          |         | Meksyk                     | 2017      | Geopark w Sierra Madre Południowej w Meksyku (415,4 km²), obejmujący górzysty teren – najbardziej złożony pod względem geologicznym obszar w Meksyku. Znajdują się tu skały prekambryjskie (sprzed ponad 500 milionów lat) oraz wulkaniczne i przeobrażone skały paleozoiczne (sprzed 250–500 milionów lat), przykryte skałami osadowymi z mezozoiku (sprzed 60–250 milionów lat) i skałami wulkanicznymi z okresu kenozoiku (młodsze niż 60 milionów lat). Na terenie parku wyznaczono 35 geostanowisk. |
| Geopark Cheongsong Cheongsong Geopark                                                              |         | Korea Południowa           | 2017      | Geopark w środkowo-wschodniej części Korei Południowej (845,71 km²), obejmujący część basenu Kyongsang zbudowanewgo ze skał osadowych nawarstwionych na skałach prekambryjskich i wulkanicznych z triasu, kredy i trzeciorzędu. Występuje tu sferolityczny ryolit, nazywany lokalnie „kamień kwiatowy”. Na terenie parku wyznaczono 24 geostanowiska. |
| Geopark Las Loras Las Loras Geopark                                                                |         | Hiszpania                  | 2017      | Geopark w północnej części wspólnoty autonomicznej Kastylia i León w Hiszanii (950,76 km²), obejmujący teren zbudowany ze skał osadowych, gdzie zachowała się kompletna struktura osadowa od późnego triasu (ok. 215 milionów lat temu) do paleogenu (ok. 60 milionów lat temu). Występują tu liczne skamieniałości Hippuritoida i koralowców; znaleziono tu również pozostałości szkieletu kamptozaura. |
| Geopark Famenne-Ardenne Famenne-Ardenne UNESCO Global Geopark                                      |         | Belgia                     | 2018      | Geopark (915 km²) w południowej Belgii, w Walonii, obejmujący teren zbudowany ze skał osadowych z paleozoiku, gdzie występują szczególnie intensywne zjawiska krasowe, m.in. wiele jaskiń krasowych – Han, Lorette-Rochefort i Hotton. |
| Geopark Percé Percé UNESCO Global Geopark                                                          |         | Kanada                     | 2018      | Geopark (555 km²) na wschodnim krańcu półwyspu Gaspésie w Kanadzie, obejmujący środowisko lądowe i morskie o dużej różnorodności krajobrazu z klifami, wyspami, plażami i zatokami. Fragment Appalachów na atlantyckim wybrzeżu kontynentu północnoamerykańskiego ukształtowany przez działalność lodowców. |
| Geopark Guangwushan-Nuoshuihe Guangwushan-Nuoshuihe UNESCO Global Geopark                          |         | Chiny                      | 2018      | Geopark (1818 km²) w Bazhong w prowincji Syczuan w południowo-zachodnich Chinach, obejmujący m.in. sekwencję osadową północnej płyty tektonicznej Jangcy – miejsce badań geologicznej nad peryferyjnymi obszarami Tetydy. Odkryto tu wiele skaminiałości, m.in. jedna z najstarszych skamielin ssaków. |
| Geopark Huanggang Dabieshan Huanggang Dabieshan UNESCO Global Geopark                              |         | Chiny                      | 2018      | Geopark (2625,5 km²) w prowincji Hubei w środkowych Chinach, obejmujący południową część łańcucha górskiego Dabie Shan ze skałami z okresu neoarchaiku i mezozoiku. |
| Geopark Beaujolais Beaujolais UNESCO Global Geopark                                                |         | Francja                    | 2018      | Geopark (1550 km²) w regionie Owernia-Rodan-Alpy w południowo-wschodniej Francji, obejmujący szereg pasm górskich rozwiniętych w późnym paleozoiku w wyniku zderzenia superkontynentów Gondwany i Laurosji. |
| Geopark Ciletuh-Palabuhanratu Ciletuh-Palabuhanratu UNESCO Global Geopark                          |         | Indonezja                  | 2018      | Geopark (1260 km²) na wyspie Jawa w prowincji Jawa Zachodnia w Indonezji, obejmujący strefy subdukcji między płytą euroazjatycką a płytą indoaustralijską, które zbiegają się z prędkością 4 mm na rok. |
| Geopark Rinjani-Lombok Rinjani-Lombok UNESCO Global Geopark                                        |         | Indonezja                  | 2018      | Geopark (2800 km²) na wyspie Lombok w Indonezji, obejmujący krajobrazy wulkaniczne, m.in. czwartorzędowe wulkany alkaliczne z wulkanem Rinjani. |
| Geopark Izu Izu Peninsula UNESCO Global Geopark                                                    |         | Japonia                    | 2018      | Geopark (2027 km²) na półwyspie Izu w prefekturze Shizuoka w południowo-wschodniej części wyspy Honsiu w Japonii, obejmujący krajobrazy wulkaniczne – jedyne miejsce na świecie, gdzie zderzają się dwa aktywne łuki wulkaniczne. |
| Geopark Mudeungsan Mudeungsan UNESCO Global Geopark                                                |         | Korea Południowa           | 2018      | Geopark (1051 km²) w południowej części Półwyspu Koreańskiego, obejmujący obszary wokół góry Mudeungsan z obszarami reprezentującymi siedem okresów geologicznych. |
| Geopark Origens Origens UNESCO Global Geopark                                                      |         | Hiszpania                  | 2018      | Geopark (2050 km²) w Katolonii w północno-wschodniej Hiszpanii, obejmujący środkową część Pirenejów Południowych. |
| Geopark Ngorongoro Lengai Ngorongoro Lengai UNESCO Global Geopark                                  |         | Tanzania                   | 2018      | Geopark (11886 km²) w północnej Tanzanii w Afryce Wschodniej, obejmujący obszary wulkaniczne z kraterem Ngorongoro i wulkanem Ol Doinyo Lengai. |
| Geopark Satun Satun UNESCO Global Geopark                                                          |         | Tajlandia                  | 2018      | Geopark (2597 km²) w prowincji Satun nad Morzem Andamańskim w Tajlandii, obejmujący obszar nazywany „krajem skamielin paleozoicznych”, w tym dwóch parków narodowych i rezerwatu przyrody. Odkryto tu wiele skamieniałości, m.in. trylobitów, ramienionogów, stromatolitów, konodontów, graptolitów i łodzikowców. |
| Geopark Non nuoc Cao Bằng Non nuoc Cao Bằng UNESCO Global Geopark                                  |         | Wietnam                    | 2018      | Geopark (3000 km²) w prowincji Cao Bằng w północno-wschodnim Wietnamie, obejmujący górzysty obszar zbudowany z wapieni na wschodzie, gdzie występują intensywne zjawiska krasowe oraz obszar zbudowany z bazaltów, granitów i skał osadowych na zachodzie. |
| Geopark Kütralkura Kütralkura UNESCO Global Geopark                                                |         | Chile                      | 2019      | Geopark (8053 km²) położony w Chile wzdłuż granicy z Argentyną, obejmujący obszar o intensywnej aktywności wulkaniczno-tektonicznej wskutek subdukcji płyty Nazca pod płytą południowoamerykańską. Na terenie geoparku leżą liczne wulkany, m.in. Llaima. |
| Geopark Jiuhua Shan Jiuhuashan UNESCO Global Geopark                                               |         | Chiny                      | 2019      | Geopark (139,7 km²) w prowincji Anhui we wschodnich Chinach, obejmujący obszar pasmo górskie charakteryzujące się wielkimi, wolnostojącymi blokami granitowymi. |
| Geopark Yimeng Shan Yimengshan UNESCO Global Geopark                                               |         | Chiny                      | 2019      | Geopark (1804,76 km²) w prowincji Szantung w Chinach, obejmujący teren usiany formacjami lądowymi skalnymi zwanymi „Daigu”. |
| Geopark Vis Vis UNESCO Global Geopark                                                              |         | Chorwacja                  | 2019      | Geopark (6661 km²) obejmujący archipelag Vis na Morzu Adriatyckim wzdłuż wybrzeża Chorwacji. |
| Geopark Imbabura Imbabura UNESCO Global Geopark                                                    |         | Ekwador                    | 2019      | Geopark (4794,34 km²) w andyjskim regionie Ekwadoru, obejmujący tereny wulkaniczne z wulkanami Imbabura, Chachimbiro i Cuicocha. |
| Geopark Trollfjell Trollfjell UNESCO Global Geopark                                                |         | Norwegia                   | 2019      | Geopark (10082 km²) na wybrzeżu w środkowej Norwegii, obejmujący obszar o dużej różnorodności skał ukształtowanych przez 500 milionów lat ruchów kontynentalnych. |
| Colca y Volcanes de Andagua                                                                        |         | Peru                       | 2019      | Geopark (6010,91 km²) w południowym Peru, obejmujący tereny wulkaniczne z ponad 25 stożkami wulkanicznymi i Kanion Colca. |
| Serra do Courel Courel Mountains                                                                   |         | Hiszpania                  | 2019      | Geopark (577,85 km²) w północno-zachodniej części Hiszpanii, obejmujący pasmo górskie z wysokimi szczytami i głębokimi dolinami rzecznymi i kanionami. |